# Корнелија Сципиона
Корнелија Сципиона (лат. Cornelia Scipio, око 54. п. н. е.-16. п. н. е.) била је римска племкиња из доба раног Царства. Родитељи су јој били Публије Корнелије Сципион Салвитон и Скрибонија. Октавијан Август, први римски цар, јој је у раном детињству накратко постао очух. Удала се за конзулара Луција Емилија Паула, са ким је имала троје деце. Њихов старији син, Луције Емилије Паул, рођен је 37. п. н. е. и оженио је своју рођаку Јулију Млађу, а њихов млађи син, Марко Емилије Лепид, рођен је 30. п. н. е. и постао је конзул 6. н. е. Такође су имали ћерку Емилију Паулу
Корнелија је била млађа сестра Корнелија Сципиона и старија полусестра Јулије Старије. Умрла је 16. п. н. е., исте године када је њен брат постао конзул. Њен очух, Октавијан Август, туговао је тбог њене смрти, сматравши је достојном старијом сестром своје кћери Јулије. Од песника Проперција наручио је елегију за њен погреб. У елегији Проперције хвали Корнелијине врлине и породицу, укључујући Сципиона и Скрибонију.